# Памятник В. П. Алексееву
Памятник В. П. Алексееву — памятник рабочему Путиловского завода, члену Нарвского райкома РСДРП, одному из организаторов Петроградского социалистического союза рабочей молодежи, участнику гражданской войны, председателю Гатчинского ревкома в 1919 г. Василию Петровичу Алексееву.

## История
Установлен в Ленинграде в 1928 году на проспекте Стачек в Нарвском районе (ныне Кировский район). Памятник В. П. Алексееву установили перед зданием, где в августе 1917 года проходил VI съезд РСДРП(б), участником которого был В. Алексеев.
Скульптор: М. Я. Харламов (1870—1930).
Памятник представлял собой бронзовый кованый бюст на двухметровом постаменте из серого полированного гранита. Высота бюста — 0,8 м.
Надпись на памятнике: 
«Вася Алексеев
 Один из основателей комсомола
 род. 1897 г. 
ум. 1919 г.».
При реконструкции площади Стачек и строительстве Дворца культуры им. А. М. Горького в 1930-е годы памятник был перенесён в сад 9-го Января.
Из-за актов вандализма бюст был перенесён в Государственный музей городской скульптуры. В саду 9-го января установлена гипсовая копия бюста. Распоряжением губернатора Санкт-Петербурга № 227-р от 06.03.2000 памятник (копия) лишен статуса охраняемого памятника монументального искусства.